# One More American
One More American er en amerikansk stumfilm fra 1918 af William C. deMille.

## Medvirkende
- George Beban - Luigi Riccardo
- Marcia Manon - Maria Riccardo
- Mae Giraci - Tessa Riccardo
- Helen Jerome Eddy - Lucia
- Raymond Hatton - Bump Rundle